# Manuel Andrada
Manuel Andrada   (Coronel Suárez, 9 de gener de 1890 - Argentina, 21 de setembre de 1962) va ser un jugador de polo argentí que va prendre part en els Jocs Olímpics de Berlín, on guanyà la medalla d'or en la competició de polo. Compartí equip amb Roberto Cavanagh, Luis Duggan i Andrés Gazzotti.